# Armand

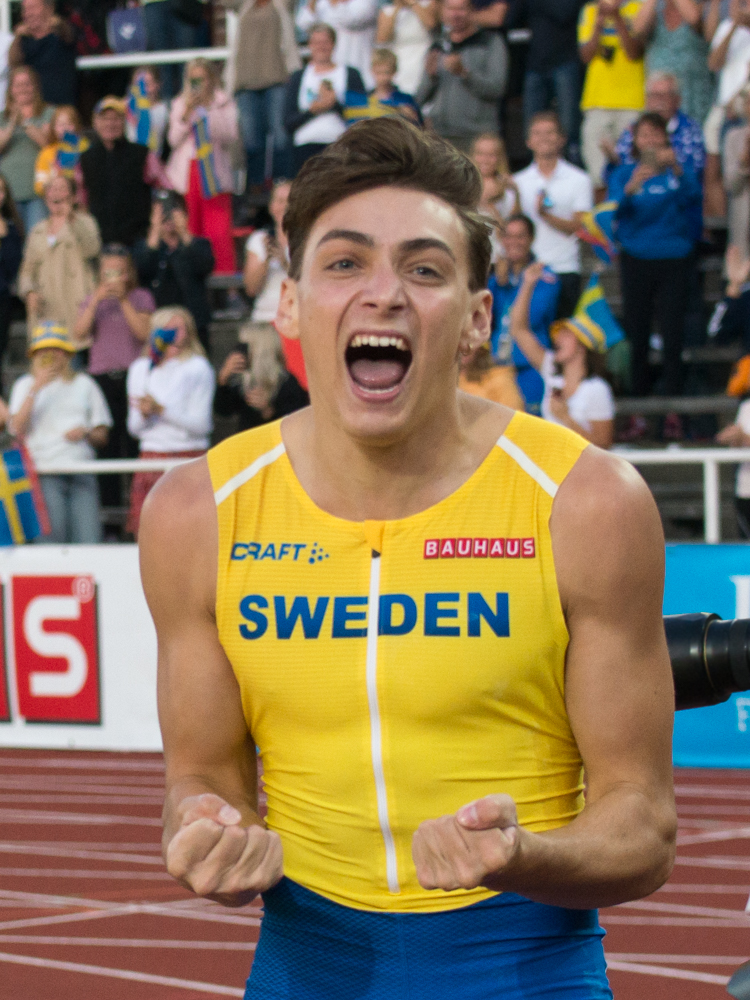
Armand Duplantis, 2019.

Armand är ett manligt förnamn, den franska motsvarigheten till det germanska Herman. I Frankrike har det namnsdag den 23 december.

## Personer med namnet Armand
- Armand Assante, amerikansk skådespelare
- Armand de Bourbon, fransk prins
- Armand Călinescu, rumänsk politiker
- Armand Duplantis, svensk-amerikansk idrottsman
- Armand de Gontaut, fransk militär
- Armand Hammer, amerikansk företagsledare
- Armand Lohikoski, finsk filmskapare
- Armand Krajnc, svensk proffsboxare
- Armand Peugeot, fransk företagsledare
- Armand de Richelieu, kardinal och fransk politiker
- Armand Van Helden, amerikansk musiker

### Fiktiva personer
- Armand – en figur i "Vampyrkrönikan" av Anne Rice